# Ллойд (Флорида)
Ллойд (англ. Lloyd) — переписна місцевість (CDP) в США, в окрузі Джефферсон штату Флорида. Населення — 187 осіб (2020).

## Географія
Ллойд розташований за координатами 30°29′0″ пн. ш. 84°1′34″ зх. д. / 30.48333° пн. ш. 84.02611° зх. д. (30.483466, -84.026158).  За даними Бюро перепису населення США в 2010 році переписна місцевість мала площу 3,92 км², з яких 3,91 км² — суходіл та 0,00 км² — водойми.

## Демографія
Згідно з переписом 2010 року, у переписній місцевості мешкало 215 осіб у 85 домогосподарствах у складі 59 родин. Густота населення становила 55 осіб/км².  Було 101 помешкання (26/км²).
Расовий склад населення:
| - 52,1 % — чорних або афроамериканців - 45,6 % — білих - 0,5 % — корінних американців |

До двох чи більше рас належало 1,9 %. Частка іспаномовних становила 3,3 % від усіх жителів.
За віковим діапазоном населення розподілялося таким чином: 23,7 % — особи молодші 18 років, 66,1 % — особи у віці 18—64 років, 10,2 % — особи у віці 65 років та старші. Медіана віку мешканця становила 40,8 року. На 100 осіб жіночої статі у переписній місцевості припадало 90,3 чоловіків;  на 100 жінок у віці від 18 років та старших — 88,5 чоловіків також старших 18 років.
Середній дохід на одне домашнє господарство  становив 64 497 доларів США (медіана — 71 563), а середній дохід на одну сім'ю — 80 467 доларів (медіана — 74 861). За межею бідності перебувало 6,9 % осіб, у тому числі 0,0 % дітей у віці до 18 років та 33,3 % осіб у віці 65 років та старших.
Цивільне працевлаштоване населення становило 150 осіб. Основні галузі зайнятості: освіта, охорона здоров'я та соціальна допомога — 41,3 %, публічна адміністрація — 19,3 %, фінанси, страхування та нерухомість — 16,7 %.